# 서펀트 마운드
그레이트 서펜트 마운드(great serpent mound)는 아메리카 원주민의 선조인 아데나족이 만든 거대한 무덤으로, 뱀이 몸부림치는 형상이다.

## 같이 보기
- 카호키아